# Acanthoserolis polaris
Acanthoserolis polaris là một loài chân đều trong họ Serolidae. Loài này được Richardson miêu tả khoa học năm 1911.